# José Rodríguez Benavides
José Rodríguez Benavides (Madrid, 1830-Madrid, 1893) fue un médico y académico español.

## Biografía
Nació en 1830 en Madrid. Doctor en Medicina y decano del Cuerpo de la Beneficencia de Madrid, fue consejero de Sanidad e individuo de número de la Real Academia de Medicina, plaza de la que tomó posesión el 12 de marzo de 1871, con el sillón 31. Fue también redactor de La Crónica de los Hospitales (1853-1858) y de La España Médica (1856-1860). Falleció el 6 de septiembre de 1893, en su ciudad natal.